# Kiskassa
Kiskassa (niem. Kascha) – wieś i gmina w południowej części Węgier, w pobliżu miasta Siklós, niedaleko granicy chorwackiej. Administracyjnie Kiskassa należy do powiatu Siklós, wchodzącego w skład komitatu Baranya i jest jedną z 53 gmin tego powiatu.

## Historia
Nazwa miejscowości Kiskassa po raz pierwszy wymieniona została w 1332 i 1337.

## Zabytki
- Kościół Rzymskokatolicki św. Anny z 1771.